# Ulanga
Ulanga es un valiato de Tanzania perteneciente a la región de Morogoro.
En 2012, el valiato tenía una población de 265 203 habitantes.
El valiato se ubica en el sur de la región y su territorio limita con las regiones de Lindi y Ruvuma. Recibe su nombre del río Ulanga, que fluye por el norte del valiato. La mitad oriental del valiato forma parte de la reserva de caza Selous.

## Subdivisiones
Se divide en las siguientes 24 katas:
- Biro
- Chirombola
- Euga
- Ilonga
- Iragua
- Isongo
- Itete
- Kichangani
- Kilosa kwa Mpepo
- Lukande
- Lupiro
- Mahenge (la capital)
- Malinyi
- Mbuga
- Minepa
- Msogezi
- Mtimbira
- Mwaya
- Ngoheranga
- Ruaha
- Sali
- Sofi
- Usangule
- Vigoi